# Bistriji ili tuplji čovek biva kad...
 Bistriji ili tuplji čovek biva kad... prvi je i ujedno jedini studijski album srpskog rock sastava Šarlo akrobata. Objavljen je 1981. u izdanju diskografske kuće Jugoton.

## Popis pjesama
| Br. | Skladba               | Trajanje |
| --- | --------------------- | -------- |
| 1.  | »Šarlo je nežan«      |          |
| 2.  | »Pazite na decu (I)«  |          |
| 3.  | »Fenomen«             |          |
| 4.  | »Sad se jasno vidi«   |          |
| 5.  | »Rano izjutra«        |          |
| 6.  | »Ljubavna priča«      |          |
| 7.  | »Samo ponekad«        |          |
| 8.  | »Čovek«               |          |
| 9.  | »Bes«                 |          |
| 10. | »O, O, O ...«         |          |
| 11. | »Problem«             |          |
| 12. | »Ja želim jako«       |          |
| 13. | »Pazite na decu (II)« |          |

## Izvođači
- Dušan Kojić - bas, vokal
- Ivica Vdović - bubnjevi, vokal
- Milan Mladenović - gitara, vokal